# Thomas Östlund
Thomas Östlund (* 9. September 1965 in Stockholm) ist ein ehemaliger schwedischer Eishockeytorwart.

## Karriere
Östlund spielte während seiner Karriere in der schwedischen Elitserien und HockeyAllsvenskan sowie in der Schweizer Nationalliga A und B. Zwischen 1983 und 2002 lief er in seinem Heimatland für AIK Solna, Djurgårdens IF und Hammarby IF auf. In der Schweiz, wo er zwischen 1996 und 2001 aktiv war, stand er bei Fribourg-Gottéron und dem HC Lausanne unter Vertrag.
Mit der schwedischen Nationalmannschaft nahm Östlund an den Weltmeisterschaften 1995 und 1996 teil. Insgesamt bestritt er sieben WM-Spiele und gewann 1995 die Silbermedaille.